# Stephen Zimmerman
Pour les articles homonymes, voir Zimmerman.
Stephen Zimmerman Jr., né le 9 septembre 1996 à Hendersonville au Tennessee, est un joueur américain de basket-ball. Il évolue au poste de pivot.

## Biographie
Le 28 mars 2016, il annonce sa candidature à la draft 2016 de la NBA. Il est choisi en 41e position par le Magic d'Orlando.
Le 7 août 2019, il signe en Allemagne et plus précisément en faveur du Telekom Baskets Bonn pour la saison à venir.

## Palmarès
- 3e place au championnat des Amériques 2022
- Nike Hoops Summit, Jordan Brand Classic, McDonald's (All-American) (2015)
- First-team All-Southwest League (2014)
- First-team MaxPreps Junior All-American (2014)
- 4x NIAA Division I champion (2012–2015)

## Statistiques

### Universitaires
Les statistiques de Stephen Zimmerman en matchs universitaires sont les suivantes :
| Saison    | Équipe   | Matchs | Titul. | Min./m | % Tir | % 3pts | % LF | Rbds/m. | Pass/m. | Int/m. | Ctr/m. | Pts/m. |
| --------- | -------- | ------ | ------ | ------ | ----- | ------ | ---- | ------- | ------- | ------ | ------ | ------ |
| 2015-2016 | UNLV     | 26     | 24     | 26,2   | 47,7  | 29,4   | 62,4 | 8,73    | 0,85    | 0,54   | 1,96   | 10,46  |
| Carrière  | Carrière | 26     | 24     | 26,2   | 47,7  | 29,4   | 62,4 | 8,73    | 0,85    | 0,54   | 1,96   | 10,46  |